# Trolleybus de Mykolaïv

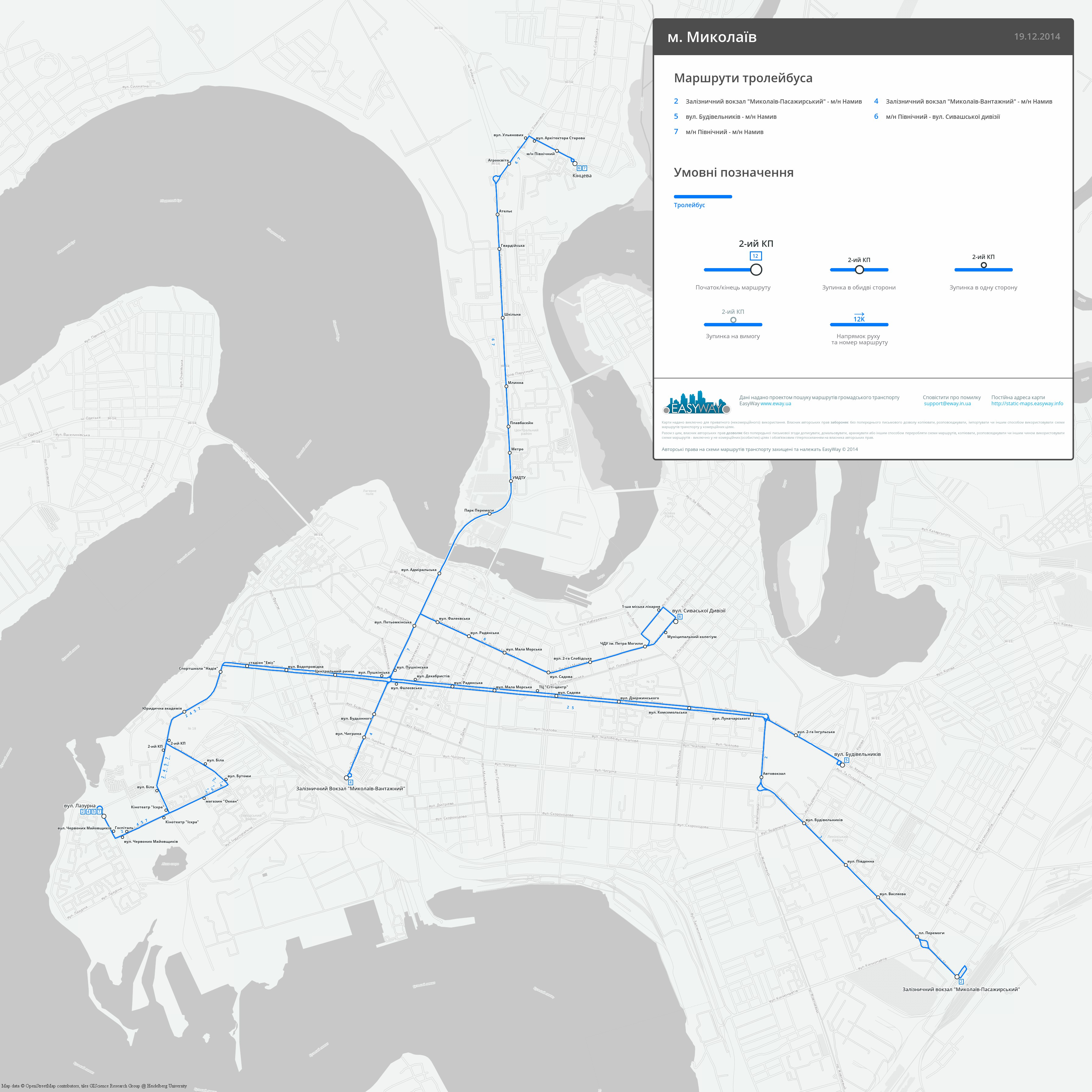
Carte du réseau de trolleybus de Mykolaïv en 2014.

Le réseau de trolleybus de Mykolaïv est l'un des systèmes de transport en commun desservant Mykolaïv, ville portuaire du sud de l'Ukraine et capitale administrative de l'oblast de Mykolaïv. Mis en service le 29 octobre 1967, le réseau comporte aujourd'hui quatre lignes et totalise 59 kilomètres.

## Sources
- (uk) Cet article est partiellement ou en totalité issu de l’article de Wikipédia en ukrainien intitulé « Миколаївський тролейбус » (voir la liste des auteurs).